# Neosparassus salacius
Neosparassus salacius là một loài nhện trong họ Sparassidae.
Loài này thuộc chi Neosparassus. Neosparassus salacius được Ludwig Carl Christian Koch miêu tả năm 1875.